# Holásky
Holásky (německy Holasek) jsou městská čtvrť na jihovýchodním okraji statutárního města Brna. Její katastrální území má rozlohu 1,83 km². Původně samostatná obec byla k Brnu připojena v roce 1960, od 24. listopadu 1990 je součástí samosprávné městské části Brno-Tuřany. Žije zde přibližně 1200 obyvatel.
Rozkládají se na jihozápadě městské části a zachovaly si vesnický charakter. Skládají se ze dvou oddělených částí: jižní, tvořené původní vesnicí, a severní, tvořené výrazně oddělenou zástavbou ulic V aleji, Ledárenská, Prodloužená, V tišině, Zahrádky, Popelova a Nenovická. Zástavba Popelovy ulice plynule navazuje na zástavbu sousedních Brněnských Ivanovic. V těsném západním sousedství zástavby Holásek se rozkládá přírodní památka Holásecká jezera, tvořená soustavou deseti propojených jezer, z nichž se devět nachází v katastru Holásek.

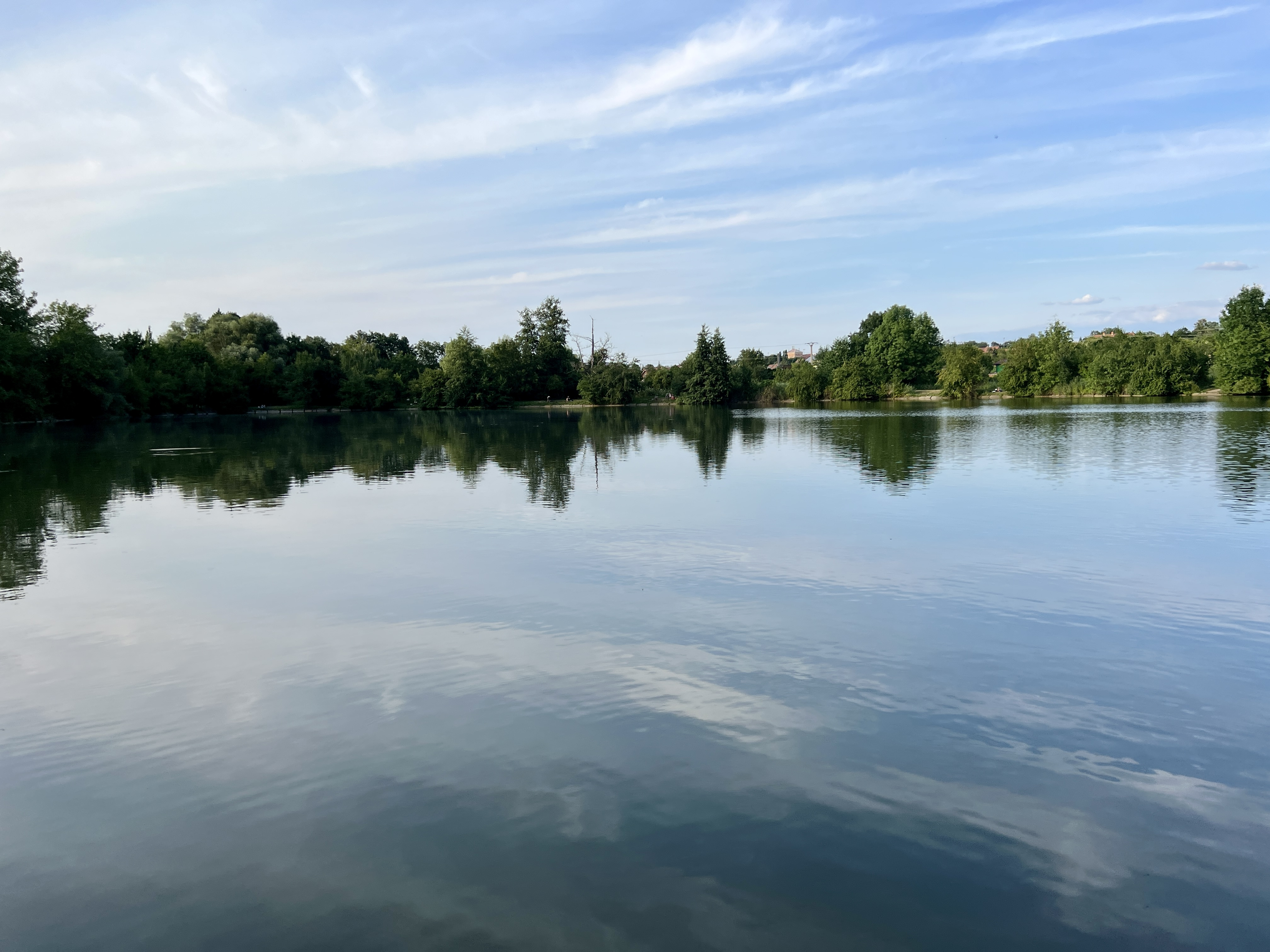
Holásecká jezera v letní podvečer

## Historický přehled
Holásky patřily od 14. století k majetku olomouckého biskupství jako součást chrlického panství. Po roce 1848 byly Holásky samostatnou obcí, připojeny k Brnu byly 1. července 1960.
Do radikální druhé katastrální reformy Brna v druhé polovině 60. let 20. století však k Holáskám náležely také některé pozemky mezi Svitavou a Svratkou, jakož i zástavba severní části Rolencovy ulice, jižní části Glocovy ulice, jihozápadní části Ulice 1. května, na jižní straně Uhýrkovy ulice, v ulici U lesíčka, a v jižní části Kudrnovy ulice. Pak byla tato severovýchodní část původní obce rozdělena mezi Brněnské Ivanovice a Tuřany. Naopak k Holáskám původně nepatřily ulice Pěnkavova, Widmannova a jižní část Popelovy ulice, původně náležející k Brněnským Ivanovicím, přičemž hranici v této oblasti tvořila jižní strana ulice Zahrádky a dále jižní hranice parcel 696, 695 a 694/1. Při vyústění ulice Zahrádky do Popelovy ulice se zde dosud nachází dobře viditelný a zachovalý starý betonový hraniční kámen, označující zde do roku 1960 jižní hranici Brna. Původně ivanovické části moderního katastru Holásek byly připojeny k Brnu již 16. dubna 1919.

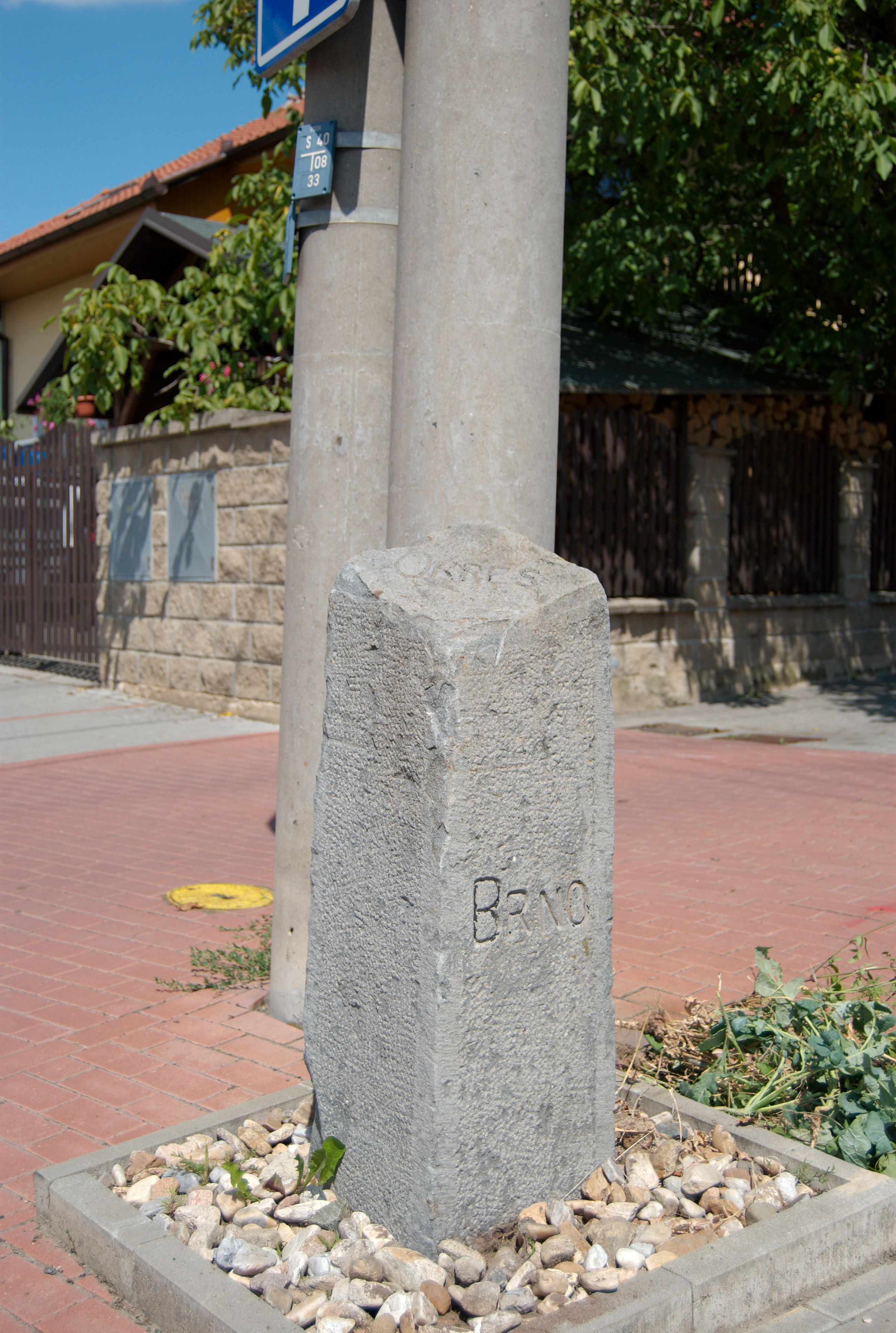
Starý betonový hraniční kámen při vyústění ulice Zahrádky do Popelovy ulice, na bývalé katastrální hranici Holásek a Brněnských Ivanovic, označující zde hranici Brna před jeho rozšířením k 1. červenci 1960

## Osobnosti
- Slavomil Augustin Janáček (1914–1973), československý letecký operátor Royal Air Force (během druhé světové války)

## Občanská vybavenost
- základní škola – školní budovu v ulici Požární využívá ivanovická ZŠ Měšťanská, jsou zde umístěny první až čtvrté třídy[3]
- mateřská škola - na ulici v Aleji sídlí jednotřídní školka rodinného typu.[4]